# یواس‌اس ریفیوج (ای‌ایچ-۱۱)
یواس‌اس ریفیوج (ای‌ایچ-۱۱) (به انگلیسی: USS Refuge (AH-11)) یک کشتی بود که طول آن ۵۲۲ فوت ۸ اینچ (۱۵۹٫۳۱ متر) بود. این کشتی در سال ۱۹۲۱ ساخته شد.